# Подмалёвок

Подмалёвок и готовое произведение

Подмалёвок — вариант эскиза в живописи, начальный этап работы над картиной, представляющий собой нанесение на холст композиции будущей работы, раскладка основных цветовых «пятен», грубая проработка объёма и формы основными тонами краски. Предназначается для последующей точной прорисовки.
Подмалёвок выполняется с расчётом на просвечивание его через те тонкие слои красок, которые наносятся на завершающей стадии работы. До конца XIX века в живописи широко использовалась лессировка: нанесение тонких полупрозрачных слоёв краски поверх высохшего подмалёвка.
Выполняться подмалёвок может водяными красками — акварелью и темперой — или масляными красками.